# Siphonogorgia macrospina
Siphonogorgia macrospina is een zachte koraalsoort uit de familie Nidaliidae. De koraalsoort komt uit het geslacht Siphonogorgia. Siphonogorgia macrospina werd in 1897 voor het eerst wetenschappelijk beschreven door Whitelegge. 